# Невельськ
Невельськ (рос. Невельск, яп. 本斗, Хонто) — портове місто в Сахалінській області, Росія.
Розташоване на південно-західному узбережжі Сахаліну, за 123 км від Южно-Сахалінську, на узбережжі Японського моря.

## Історія
В XVIII–XIX сторіччях на місці Невельську були розташовані айнські поселення Понто-Кесі, у перекладі має значення «на краю озера», і Турумай. Японська назва міста Хонто походить від айнського Понто-Кесі.
Перші російські поселенці заснували село на місці Невельську в 1789. За контролем над регіоном змагалась Японія й Російська імперія. Згідно з Сімодським трактатом від 1855, Південні Курильські острови були передані Японії, а місто було під спільною адміністрацією Токіо і Санкт-Петербургу під назвою Хонто.
Місто повернулося під повний Російський контроль в 1875, згідно з Санкт-Петербурзьким договором від 1875, а Курильські острови відійшли до Японії, в обмін на повний Російський суверенітет над островом Сахалін. В 1905 місто повернулося під японський контроль, згідно Портсмутського мирного договору який поклав кінець російсько-японській війні.
Перша незамерзаюча гавань на Сахаліні була побудована тут 1916–1927, і місто розвивається як центр місцевої рибної промисловості.
Згідно з підсумками Другої світової війни весь терен острова Сахалін і Курильські острови відійшли до СРСР. Поселенню було надано статус міста в 1947 і сьогоденну назву на честь адмірала Геннадія Невельського.

## Економіка та інфраструктура
Економіка міста базується головним чином на рибальстві та пов'язаних з ним галузях промисловості. Через теплу океанічну течію, місто розташоване в зоні з порівняно м'яким кліматом, у результаті чого є можливість розвитку сільського господарства у прилеглих до міста регіонах.

## Відомі люди
- Бєлошейкін Євген Володимирович (1966 — 1999) — радянський хокеїст